# هایاشی هیده‌سادا
هایاشی هیده‌سادا (به ژاپنی: 林 秀貞 Hayashi Hidesada) یا میچیکاتسو (به ژاپنی: 通勝  Michikatsu) (تولد نامشخص – ۲۱ نوامبر، ۱۵۸۰) یک سامورایی ژاپنی در دوره سنگوکو بود که به خاندان اودا خدمت می‌کرد. در سال ۱۵۳۵ هنگامی که اربابش اودا نوبوهیده پسر ارشد و جانشین خود اودا نوبوناگا را به عنوان مالک به قلعه ناگویا (ولایت اُواری) فرستاد. هایاشی هیده‌سادا به همراه سه نفر دیگر از ملازم خاندان اودا به نام‌های آئویاما نوبوماسا، هیراته ماساهیده و نایتو شوسوکه را نیز با وی همراه کرد. این چهار نفر وظیفه هدایت و تربیت نوبوناگا را بر عهده داشتند.